# カテリーナ山
カテリーナ山（アラビア語: جبل كاثرين、別名「キャサリン山」）は、シナイ半島にあるエジプト最高峰の山である。南シナイ県サンテカトリーン行政区に位置する。北東隣にはシナイ山がある。